# Чистопілля (станція)
Чистопілля (до 1952 — Салин, крим. Salın) — проміжна залізнична станція Кримської дирекції залізничних перевезень Придніпровської залізниці. Розташована на одноколійній неелектрифікованій лінії Владиславівка — Крим між станціями Прісноводна та Багерове у с. Затишне Ленінського району. На станції зупиняються тільки приміські поїзди.